# Алтынасар

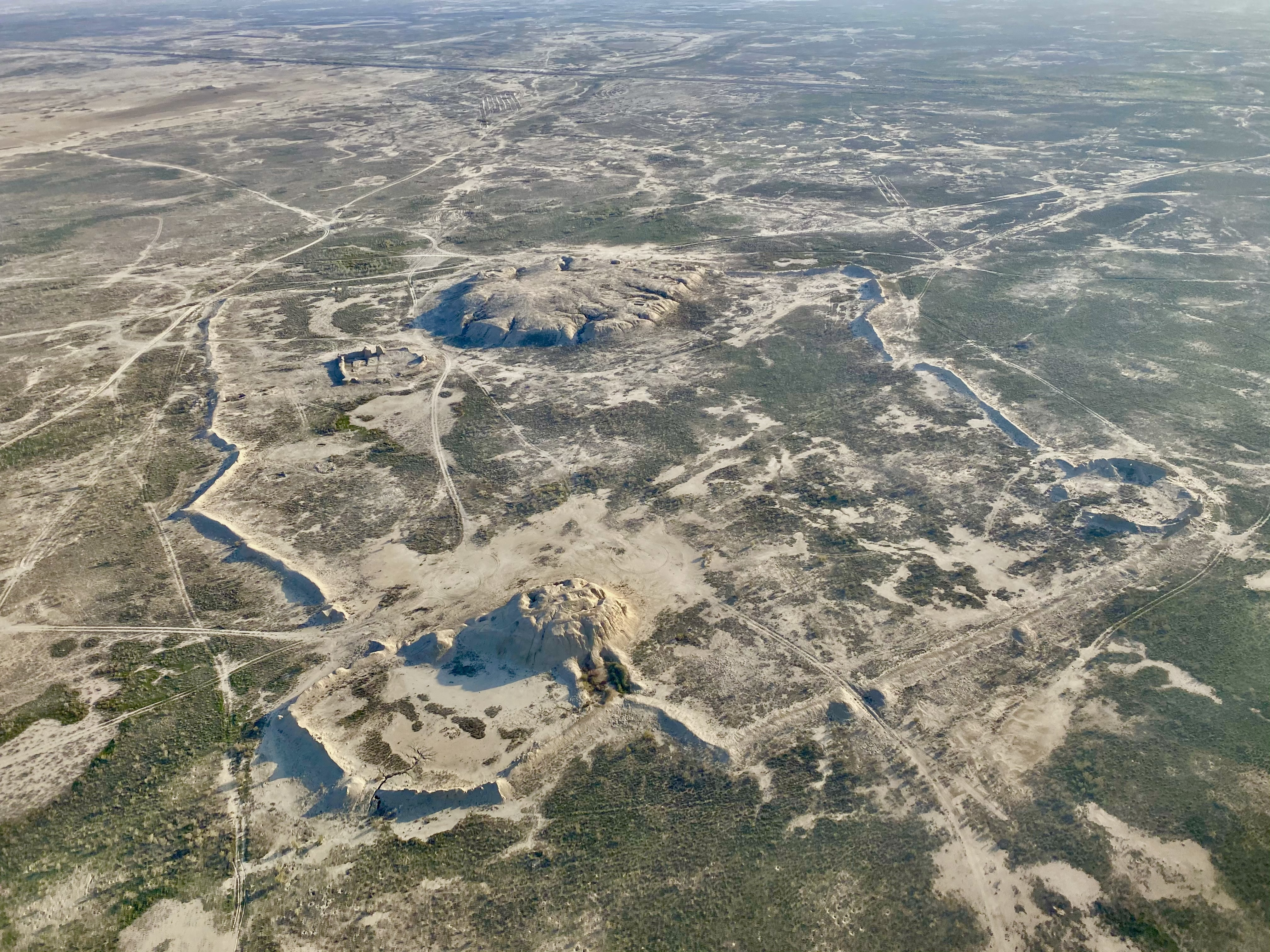
Городище Алтынасар

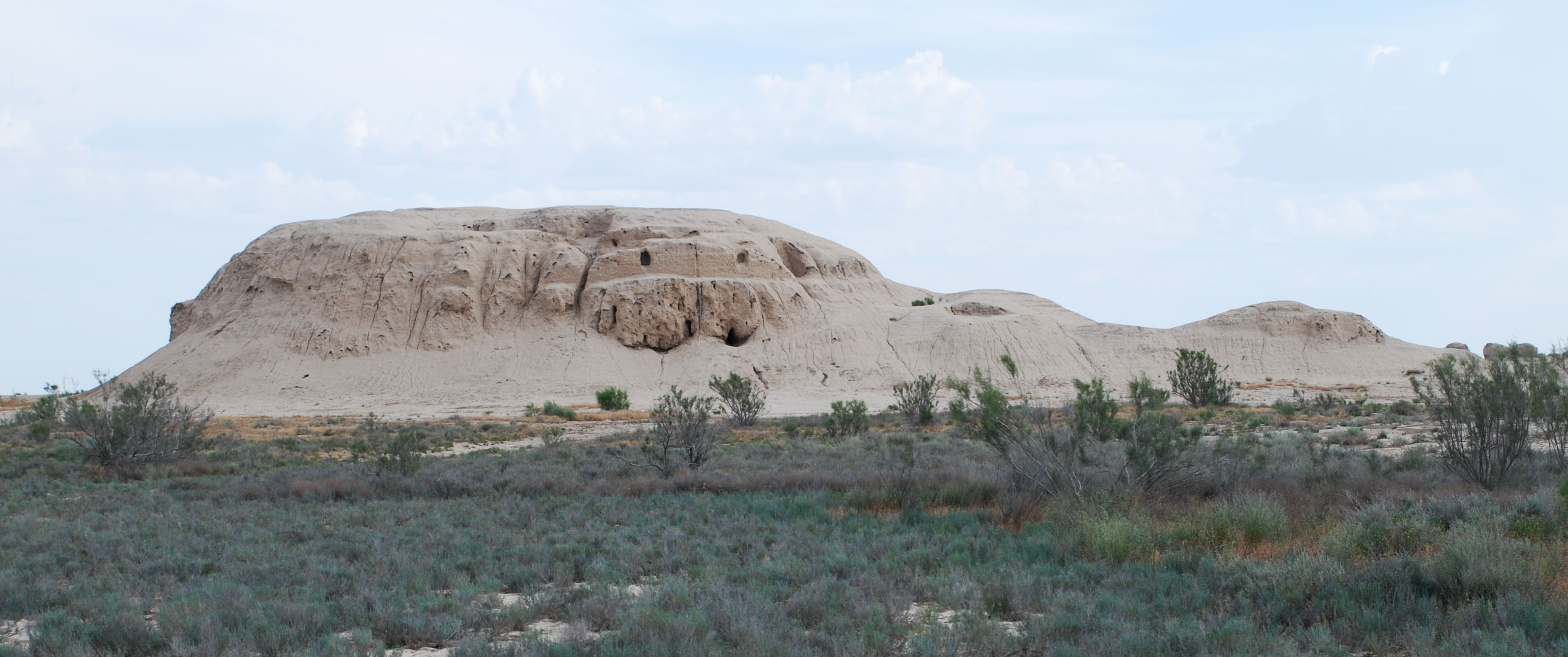
Алтынасар.

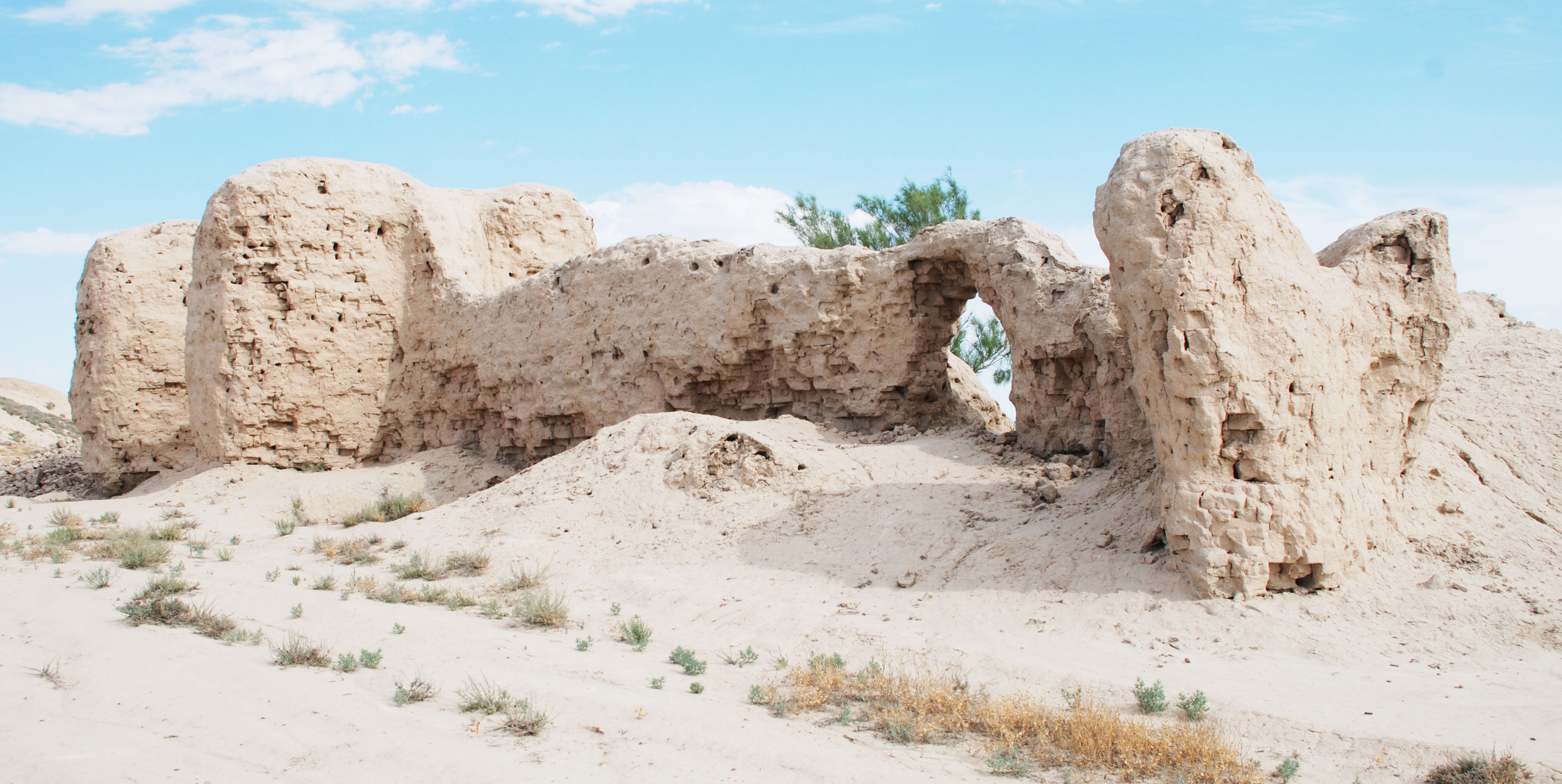
Остатки арки.

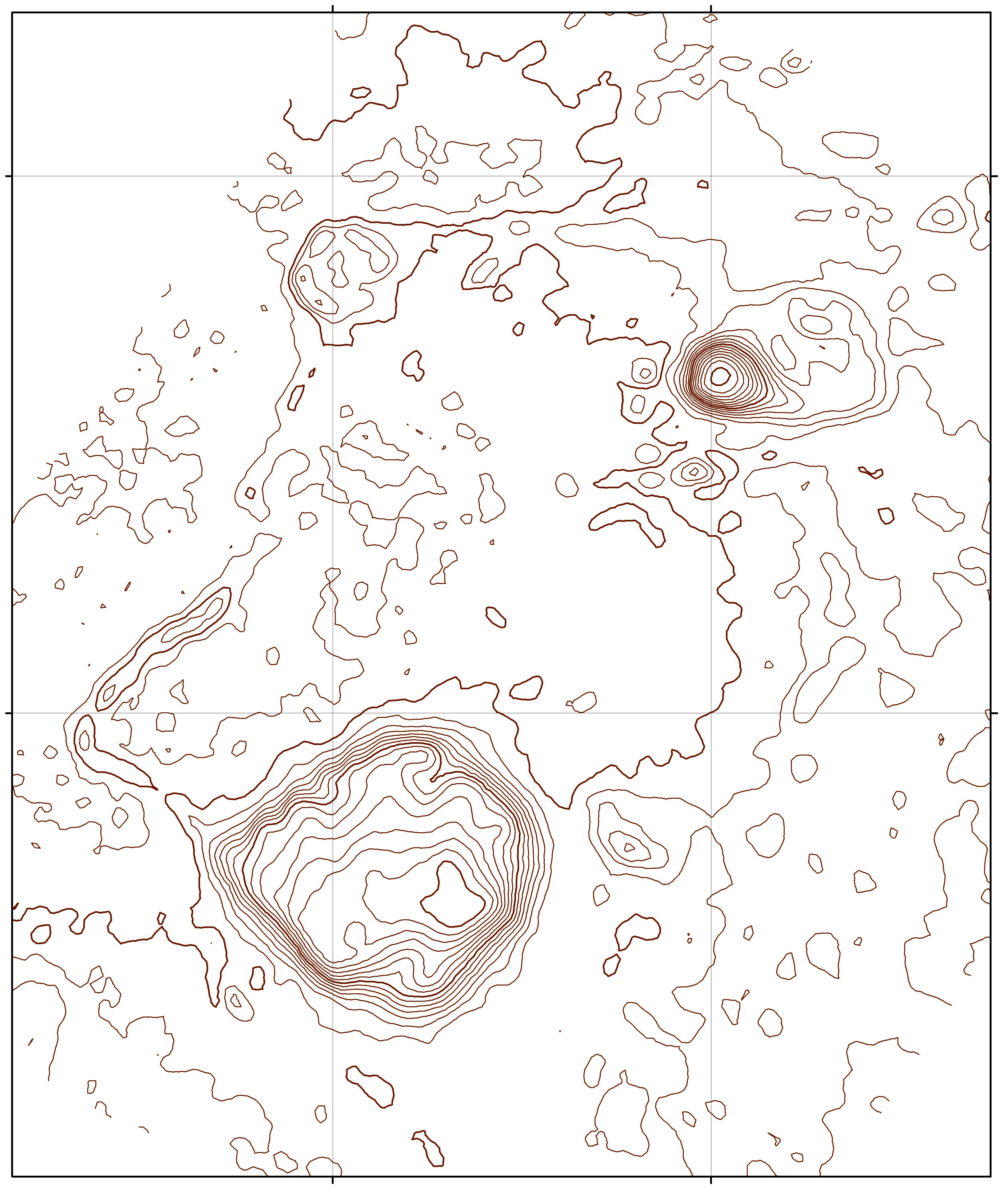
Алтынасар (топография городища).

Алтынасар (Алтын-асар, Джеты-асар № 3, Джетыасарская культура)
Самый крупный памятник Джетыасарской культуры.
Представляет собой большую крепость со столь же развитой фортификационной системой, но с многочисленными и разнообразными остатками крупных жилых сооружений внутри. Датируется V в. до н. э. — VIII в. н. э.

## Описание
Алтынасар расположен на западной оконечности Джетыасарского урочища и представляет собой комплекс состоящий из четырех разновременных крепостей, заключенных внутри одной крепостной стены. Наиболее ранним из них является так называемый «Малый дом» с его высокой круглой в плане центральной площадкой и гораздо более низкой подовальной в плане второй площадкой. Возникший, очевидно, не позднее VII—VI вв. до н. э. «Малый дом» находится в северо-восточном углу комплекса Алтын-асар. Вероятно, не позднее последних веков до н. э. южнее «Малого дома» было возведено также двухъярусное городище «Большой дом», центральная часть которого, судя по аналогии с другими джетыасарскими городищами, представляла собой также двухэтажную крепость. Приблизительно в середине первого тысячелетия н. э. были построены крепостные стены с многочисленными башнями, оборонительным коридором, ограничивавшие территорию, площадью 17 га и включавшими в себя оба ранних городища и одновременную стенам круглую в плане крепость на северо-западном углу комплекса. К самым поздним постройкам Алтын-асара относится подквадратная (точнее, пятигранная) в плане крепость воздвигнутая на культурных слоях второй площадки «Большого дома».
В окрестностях Алтын-асар насчитывается более полусотни некрополей, обычно включавших в себя разновременные курганы.